# Iráklio

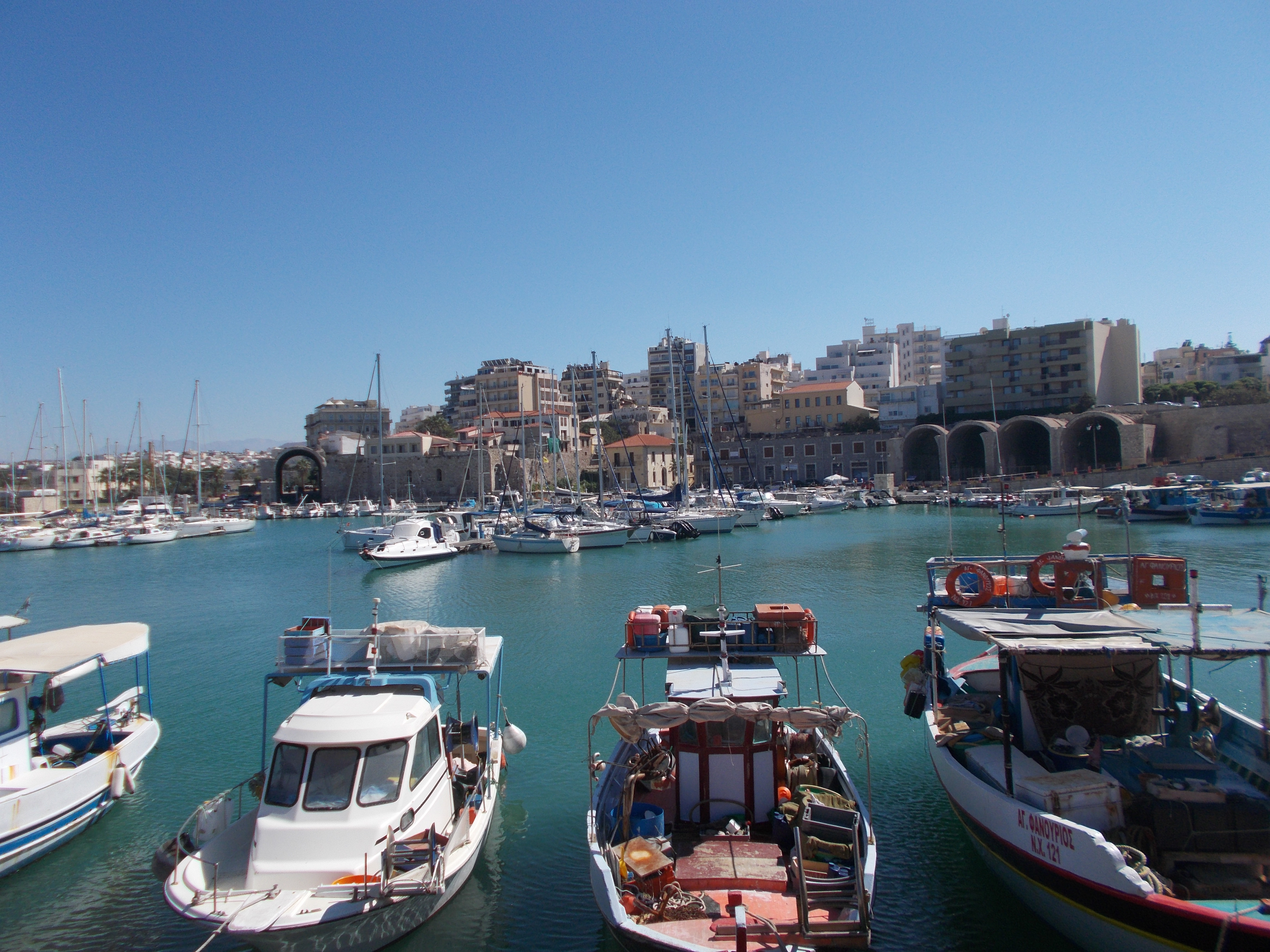
Heraklion kikötője

Iráklio (ógörögösen: Hérakleion; görög betűkkel: Ηράκλειο(ν); olaszul Candia; törökül Kandiye, az oszmán uralom idején Megalokasztro) város Görögországban, Kréta szigetének legnagyobb városa és legfontosabb kikötője, Iráklio prefektúra (nomósz) székhelye, 1971-től fővárosa.

## Fekvése
A sziget északi partján fekszik, az ókori minószi főváros, Knósszosz északnyugati szomszédságában. Ezért feltehető, hogy ebben az időben a palotabirodalom kikötője lehetett. Mai nevét Heracleum ókori római kikötőről kapta, amely valószínűleg ugyanezen a helyen volt. Az i. sz. 9. században a szaracén Kréta fővárosa volt, ekkor az arab Kandak („sáncárok”) nevet kapta, s ez torzult Candiává.

## Éghajlat
| Hónap                         | Jan. | Feb. | Már. | Ápr. | Máj. | Jún. | Júl. | Aug. | Szep. | Okt. | Nov. | Dec. | Év   |
| ----------------------------- | ---- | ---- | ---- | ---- | ---- | ---- | ---- | ---- | ----- | ---- | ---- | ---- | ---- |
| Átlagos max. hőmérséklet (°C) | 15,2 | 15,5 | 16,8 | 20,2 | 23,5 | 27,3 | 28,6 | 28,4 | 26,4  | 23,1 | 20,1 | 17,0 | 21,9 |
| Átlagos min. hőmérséklet (°C) | 10,0 | 10,0 | 10,8 | 13,0 | 15,9 | 20,0 | 22,7 | 22,7 | 20,3  | 17,5 | 14,7 | 12,0 | 15,8 |
| Átl. csapadékmennyiség (mm)   | 92   | 77   | 57   | 30   | 15   | 3    | 1    | 1    | 20    | 69   | 59   | 77   | 501  |
| Havi napsütéses órák száma    | 118  | 125  | 177  | 228  | 301  | 351  | 372  | 347  | 282   | 198  | 150  | 121  | 2769 |
| Forrás: Weather Atlas         |      |      |      |      |      |      |      |      |       |      |      |      |      |

## Története
A több ezer éves város korai történetére vonatkozóan csak töredékes emlékek utalnak. Iráklio közelében fekszenek a minószi civilizáció egyik központjának, a knósszoszi palotának a romjai. Már négyezer évvel ezelőtt is volt kikötő ezen a helyen. Első ízben Sztrabón említi, mint Knósszosz kikötőjét. A város azonban nem játszott különösebben fontos szerepet sem az ókorban, sem az első bizánci időszakban.
A mai várost 824-ben a szaracénok alapították, akik a város védelmére sáncot építettek köréje és خندق [Ḫandaq]-nak, „sánc”-nak nevezték. Ekkoriban közel másfél évszázadig önálló arab állam is létezett a szigeten Krétai Emirátus néven. A kikötőt a szaracénok a Bizánci Birodalmat innen nyugtalanító kalózok rendelkezésére bocsátották. 961-ben a bizánciak megtámadták, majd elfoglalva kifosztották és felégették a várost. A következő 243 évben a város bizánci kézen maradt.
1204-ben a velenceiek vásárolták meg azoknak az tárgyalásoknak eredményképpen, melyek során a negyedik kereszteshadjáratban a trónjától megfosztott II. Iszaakiosz bizánci császárt visszahelyezték trónjára.
A város igazi felvirágzása ekkor kezdődött. Velence Candiát tette meg Kréta szigetének fővárosává, itt székelt a sziget kormányzására kinevezett herceg, itt volt székhelye, a Palazzo Ducale is. Kötelezték a sziget görög és velencei nemesurait, hogy palotát építtessenek itt és az év meghatározott részébe itt lakjanak. Krétát ebben az időben Európa szerte e városról Isola de Candiaként ismerték.
A török terjeszkedés veszélyének közeledtével Velence megszakítás nélkül dolgozott a kikötő és város megerősítésén. A mintegy három kilométer hosszú és hét nagy bástyával megerősített védmű képezte a város hatalmas erődítésrendszerét, melyek legtöbbje még ma is látható. Az óriási falak helyenként 40 méter vastagok. A kikötőt külön erőd védte. A velencei uralom gazdaságilag és kulturálisan is jó hatással volt a szigetre. Míg más görög területeken megakadt a görög nyelv modernizálódása, addig velencei hatás alatt a szigeten új görög irodalmi nyelv született, a krétai nyelv, amely csodálatos irodalmi műveket produkált a reneszánszban és a korai barokkban.

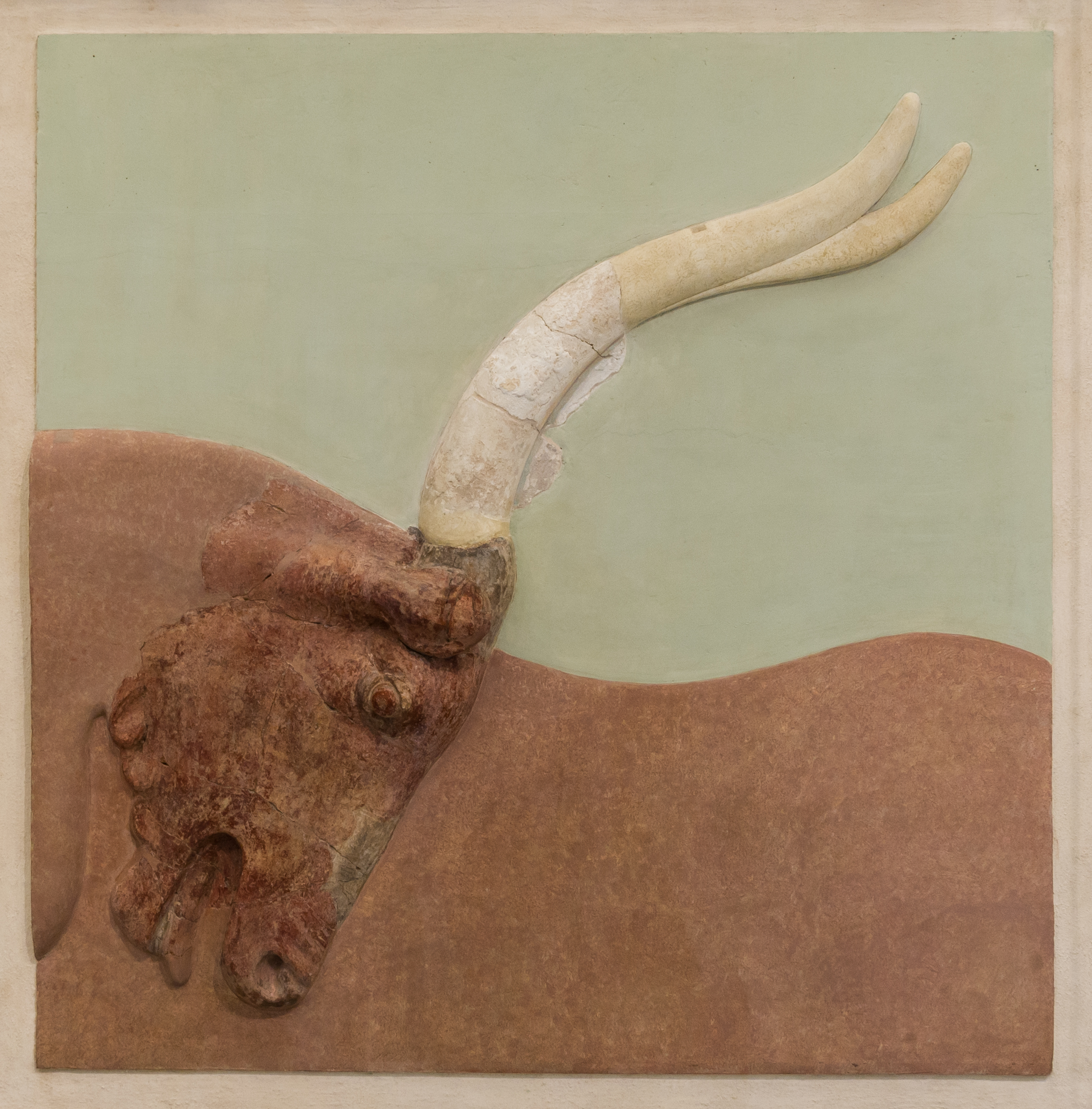
Bikafejes freskó, Archaeológiai Múzeum, Heraklion

A velenceieket a török uralom váltotta fel. Az Oszmán Birodalom serege 22 évig ostromolta Candiát. A véres harcok során harmincezer krétai és százhúszezer török esett el, míg végül város 1669-ben török kézre került. A hosszú török hódoltság alatt a várost Megalokasztró-nak nevezték. A törökök hagyták a kikötőt eliszaposodni, s így az itt vegetáló kis település, Megalokasztro kereskedelmi szerepe lehanyatlott és ezt a későbbi krétai főváros, a sziget északi partjának nyugatibb részén fekvő Haniá város és kikötője vette át.
A török uralom 1897-ben ért véget, amikor a sziget görög lakossága föllázadt, és a Görögországgal való egyesítést követelte. Iráklion a krétai nemzetközi protektorátus része volt (1897–1913), előbb a független krétai állam, majd 1913-tól a Görög Királyság része lett. A függetlenség elnyerésekor a közelben létezett római kikötőre Heracleumra utalva a város nevét Heraklionra, Herkules városára változtatták. A függetlenség időszaka alatt vezető szerepet nem játszott a város, nem lett a szigetállam fővárosa, a központ a nyugatra fekvő Haniában volt még az anyaországgal történt egyesülést követően is.
Az 1941-es német ejtőernyős támadás, a „Krétai csata”, illetve az ezt követő megszállás idején a várost súlyos bombatámadások és rombolások érték. A második világháború után a város fontos kereskedelmi és idegenforgalmi központtá fejlődött. Új kikötő, repülőtér és sok szálloda is épült, ez segített az idegenforgalom fellendülésében.
Irákliont az idők során több nagy földrengés is sújtotta (1664, 1856, 1926), melyek sok szép épületet, köztük mecseteket és templomokat is elpusztított.

## Gazdasága
A kikötő áruforgalmának legfontosabb tételei: szőlő (főként malaga), olajbogyó és olívaolaj, bor, szentjánoskenyér, citrusfélék, mandula, szappan, zöldség és bőr.

## Látnivalók

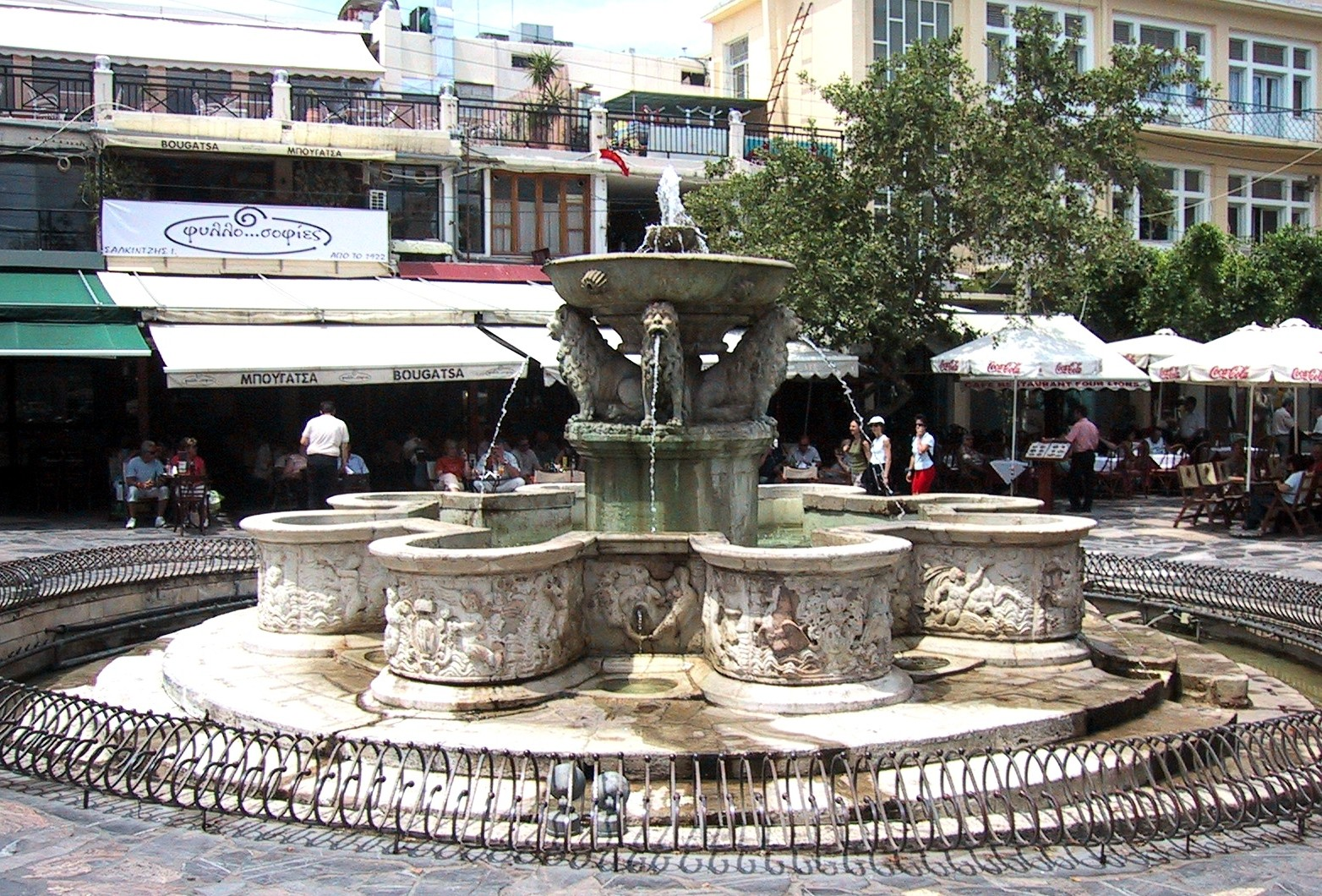
A Morosini-szökőkút

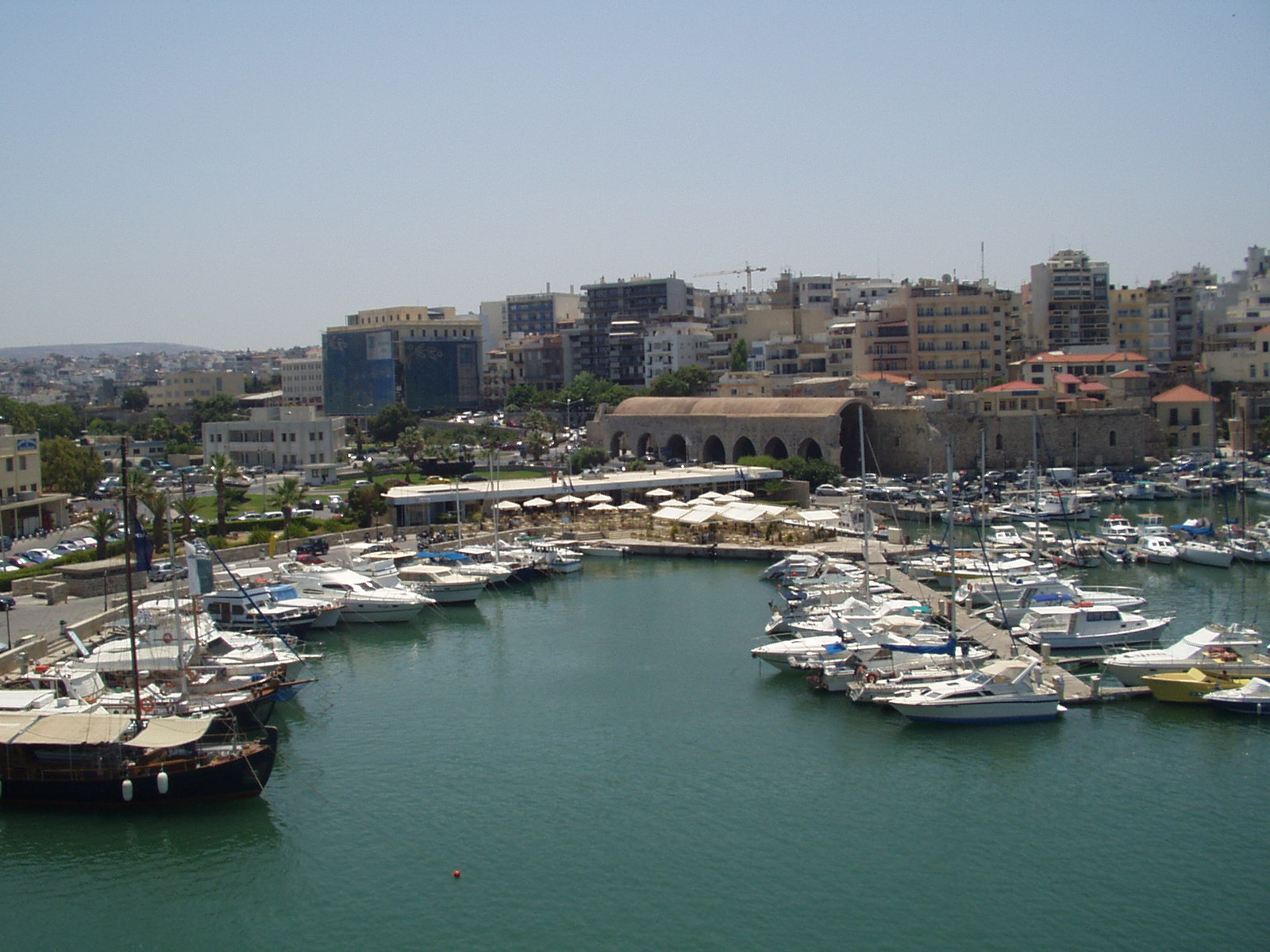
A kikötő

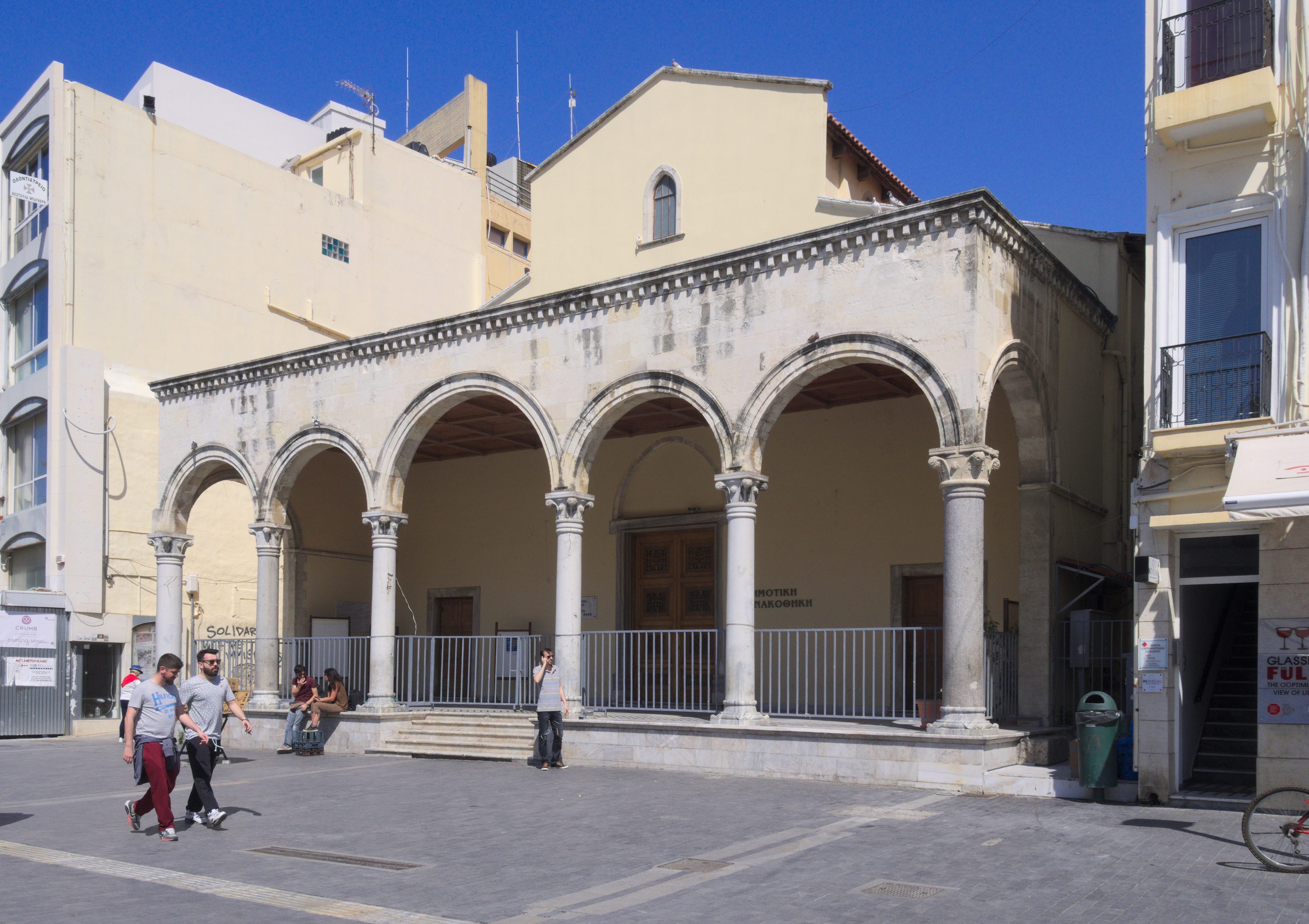
San Marco székesegyház

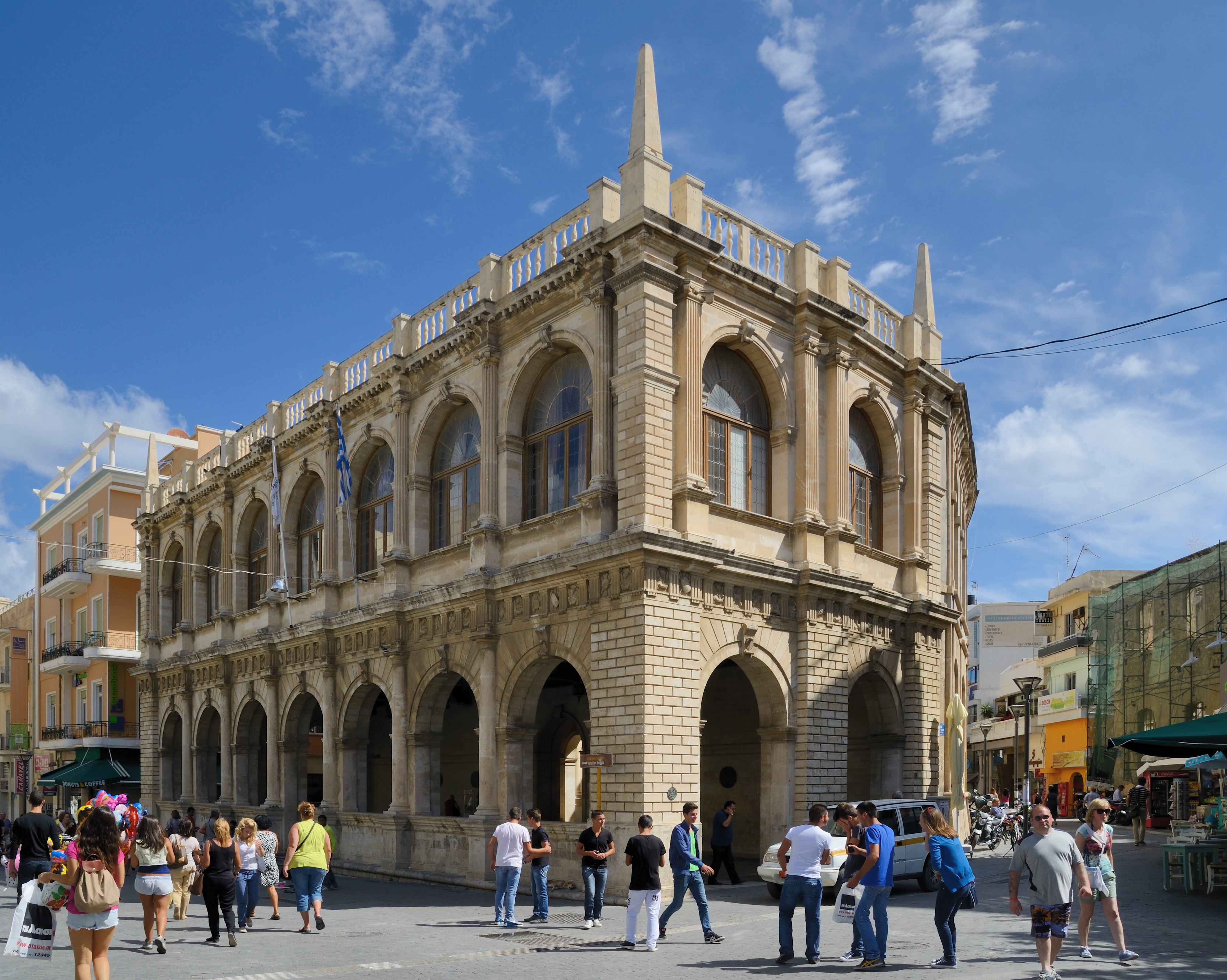
Loggia

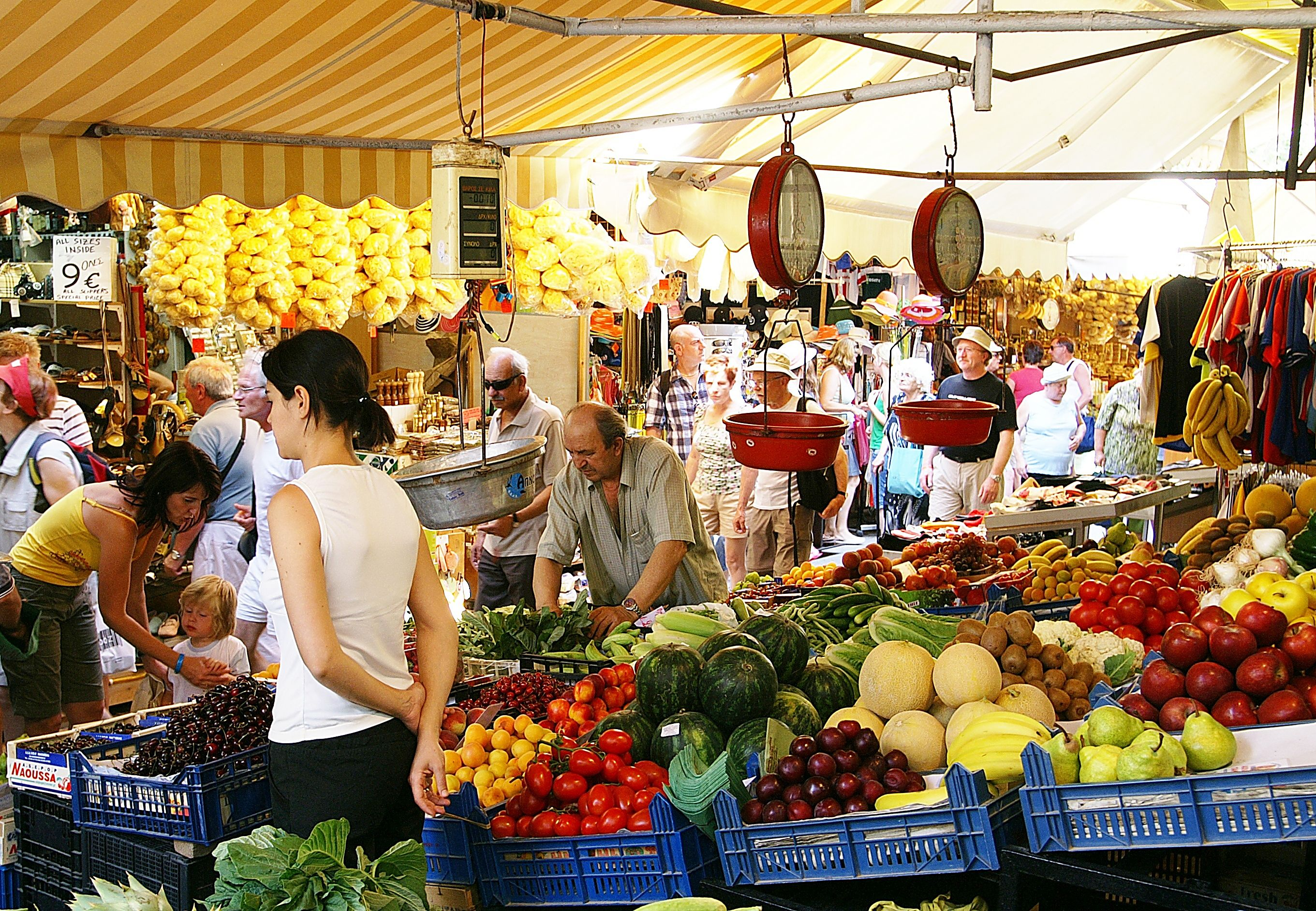
Piac

A város múzeumában az ország egyik legszebb ókori krétai gyűjteményét őrzik.
Múzeumok
- Régészeti Múzeum (angolul Archeological Museum) (Odosz Xanthudidu, Tel.: 2810 280370) 1940-ben épült, de azóta többször bővítették. A kronológiai sorrendben és tematikus csoportosításban kiállított tárgyi emlékek a korai bronzkortól a római időkig mutatják be a sziget régészeti hagyatékát, különösen a minószi kultúra leletanyaga jelentős, melyből világhírűek: a „Kígyós Istennő” kisméretű szobra, a „phaesztoszi korong” a fekete zsírkőből faragott bikafej-rhütón, a kamareszi edények, a liliomos freskó, a „bikaugró akrobaták” és a knósszoszi ásatásokat végző Sir Arthur Evans által párizsi nő-nek elnevezett, minoszi hölgyet, továbbá a Kék hölgyek-et ábrázoló falfestmények.
- Történeti és Etnográfiai Múzeum (Historical & Ethnographic Museum) Tel.: 2810 283219)
- A Krétai Csata Múzeuma (Museum of the Battle of Crete & National Resistance) (Tel.: 2810 346554)
- Természettudományi Múzeum (Natural History Museum) (Tel.: 2810324366)
- „Arolithos” Múzeum (Tel.: 2810 820 050 1)
- Krétai Történeti és Hagyományok Múzeuma (Museum of Cretan History and Tradition) (Tel.: 2810 731721) ókeresztény, bizánci és velencei emlékekkel és az itt őrzött El Greco festmény
- Sinai Szt. Katalin Gyűjtemény (St. Catherine of Sinai’s Collection) (Tel.: 2810 288825)

Műemlékek, városképek
- Odosz 25 Avgusztu: A város főutcája, a rajt álló előkelők palotáival, a hajdani felvonulások és ünnepségek színtere.
- Ajiossz Titosz bazilika, kréta egyik legrégibb székesegyháza, Niképhorosz Phokasz a 10. században építtette az elpusztult gortüszi székesegyház helyett.
- Rocca del Mare, a város legnagyobb műemléke a kikötőben álló 16. századi velencei erőd.
- Velencei városfal, melynek hossza 3 km, hét ék alakú bástyája és két kapuja van (Porta Hánion és a Kenuria Porta). Az egyik leglátványosabb részlet a Pili Iszu, azaz Jézus-kapu. A Mortinengo-bástyánál található a görög író, Níkosz Kazandzákisz síremléke.
- Venizelu tér, ahol látható a Morosini-kút, melynek medencéjét mitológiai alakokat ábrázoló domborművek ékesítik, a díszkútra néz az 1239-ben épült San Marco székesegyház, melyet többször felújítottak, mai formáját a 16. században nyerte el, a térhez közel található a 17. században épült kétemeletes Loggia, melyet jón és korinthoszi oszlopokkal díszítettek és a helyi arisztokrácia férfi tagjainak klubjaként szolgált.

A város környéke
- A várostól 5 km-re találhatók az ókori minószi kultúra központjának a Knósszosz-i palotának 1900-ban feltárt monumentális romjai. A jelenleg látható romok a Kr. e. 1700 – 1400 között épült harmadik palota maradványai, az eredetileg 5-6 szintes palota tágas udvarát labirintusszerűen sok kisebb helység vette körül, az épületegyüttesnek közel 1500 helyisége lehetett.
- Priniasz falu határában található Apollonia fellegvára, az i. e. 7. századi Rheia szentély maradványaival.
- Voriza falu (25 km), Ajiosz Fanariosz kolostor (1332-1428 k.) középkori freskói.

## Sport
- A város az otthona a görög elsőosztályú labdarúgó-bajnokság egyik csapatának az OFI-nak.
- A város második számú labdarúgóklubja az PAE Ergotélisz jelenleg a másodosztályban szerepel.
- Az Atszaleniosz csapata a görög harmadosztályban szerepel.

## Lásd még
- Knósszosz
- Régészeti Múzeum (Iráklio)